# TRAF4
TRAF4‏ (TNF receptor associated factor 4) هوَ بروتين يُشَفر بواسطة جين TRAF4 في الإنسان.